# 22534 Лібліх
22534 Лібліх (22534 Lieblich) — астероїд головного поясу, відкритий 20 березня 1998 року.
Тіссеранів параметр щодо Юпітера — 3,613.